# Pan de azúcar (alimento)
El pan de azúcar era la forma tradicional en la que se producía y vendía el azúcar refinado hasta finales del siglo XIX, cuando fueron introducidos el azúcar granulado y los terrones de azúcar. Un cono alargado, con la parte superior redondeada, era el producto final de un proceso que convertía, en azúcar blanco refinado, el azúcar moreno rico en melaza, que era importado en bruto desde las regiones de cultivo de caña de azúcar como la cuenca del Caribe y Brasil.
En algunos países americanos (Venezuela, Colombia...) se le llama panela a la masa consistente formada por azúcar sin refinar, cristalizado y compactado por la propia melaza. Se suele emplear, rallándolo, para condimentar o endulzar muchas comidas.
Algunas de las presentaciones del "pan de azúcar".

Detalles
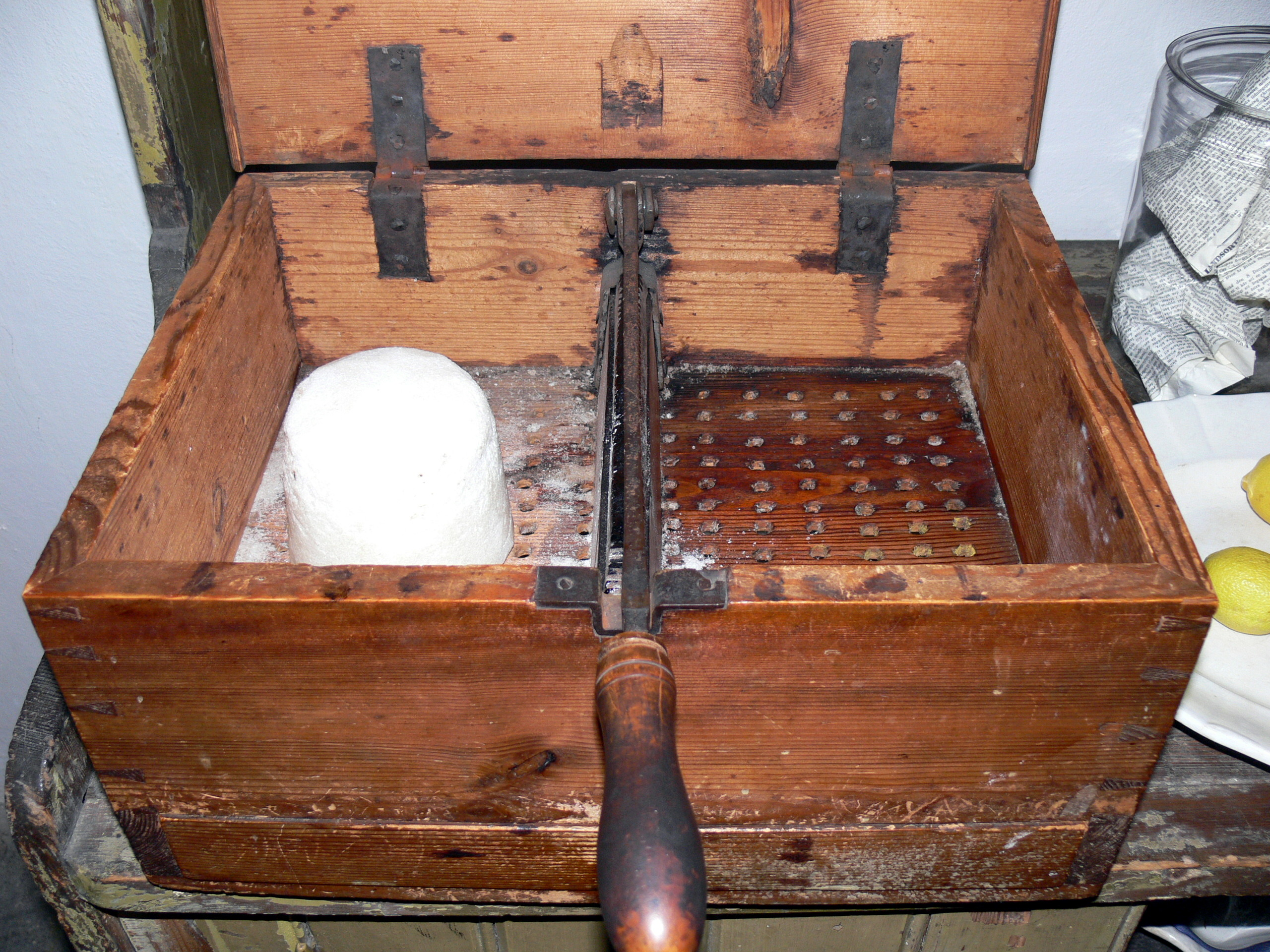
Baúl de un profesor de cocina en el "Zucker-Museum" de Berlín.
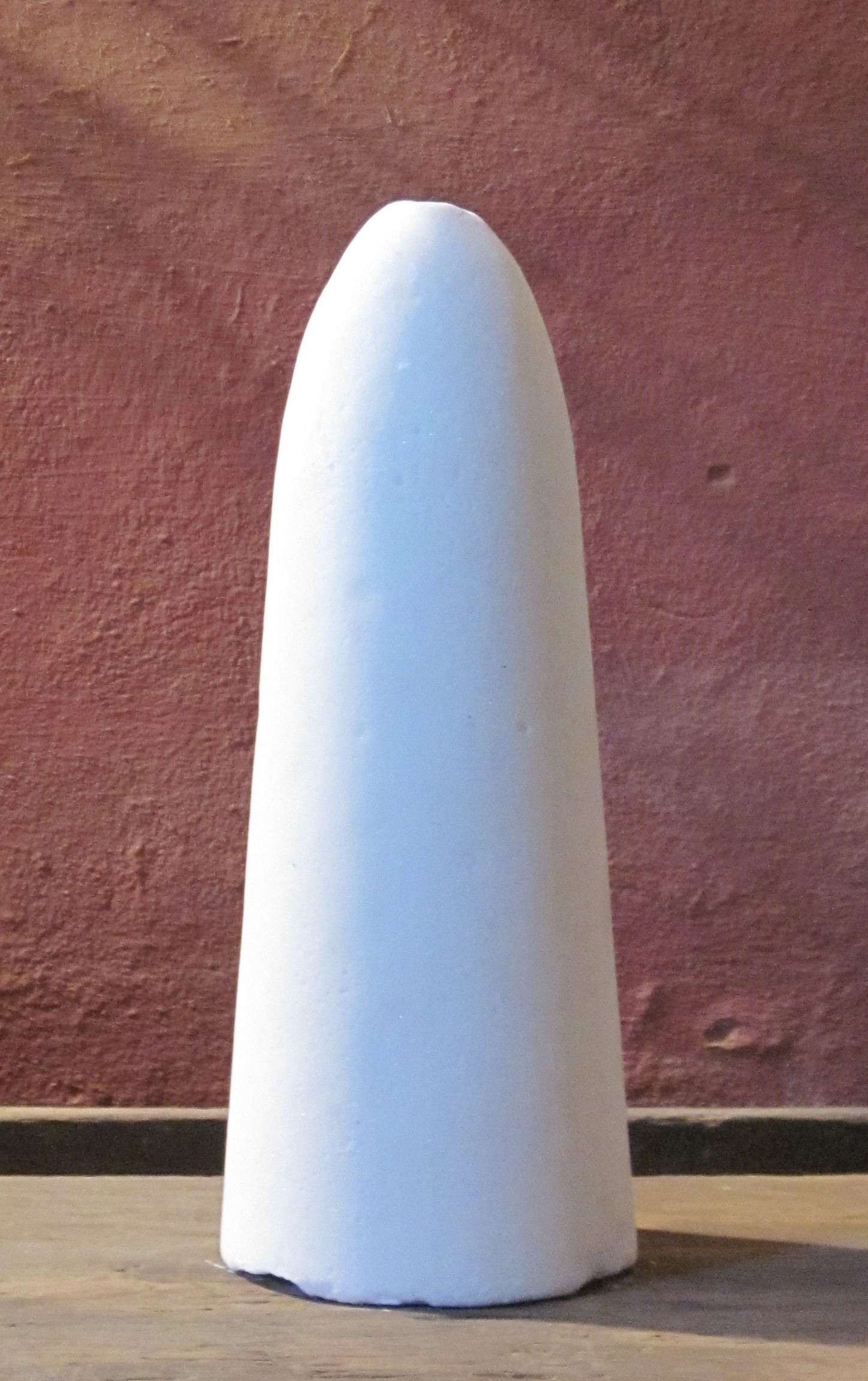
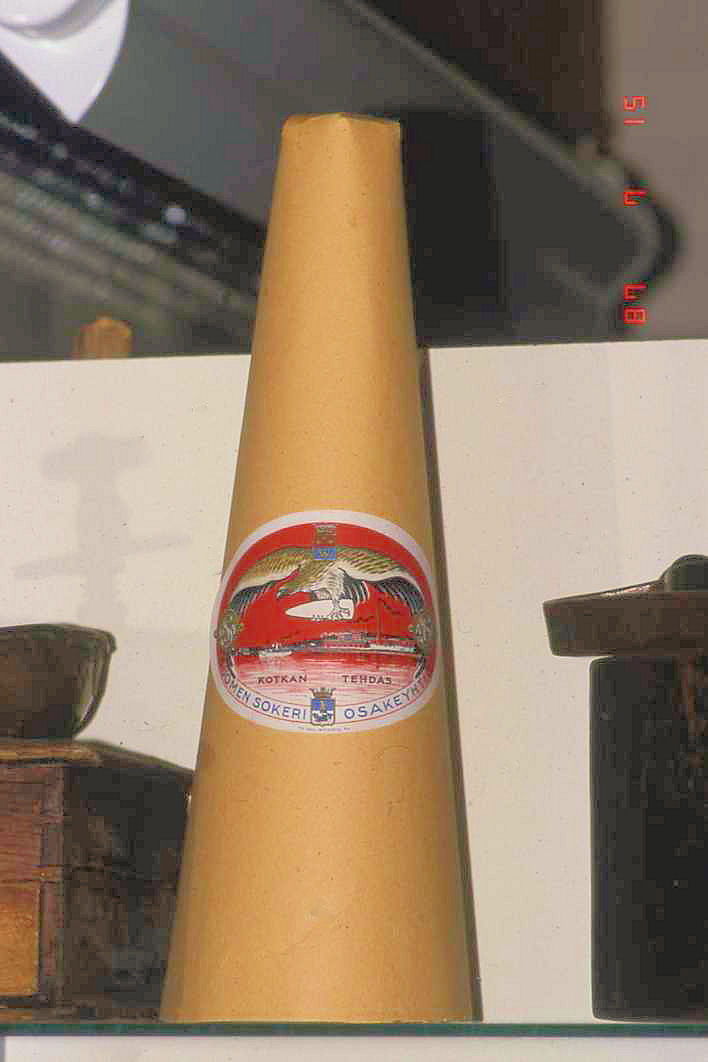
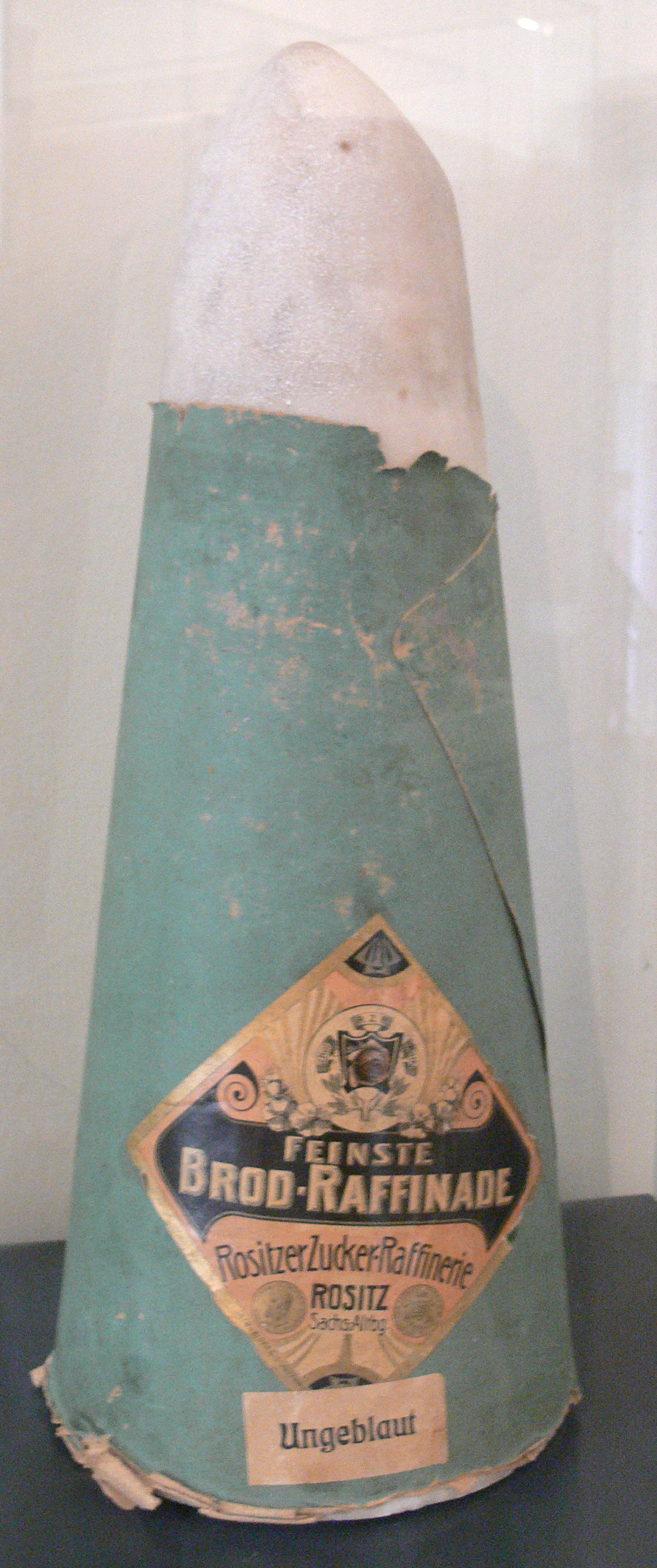
Pan de azúcar refinado en el "Zucker-Museum".
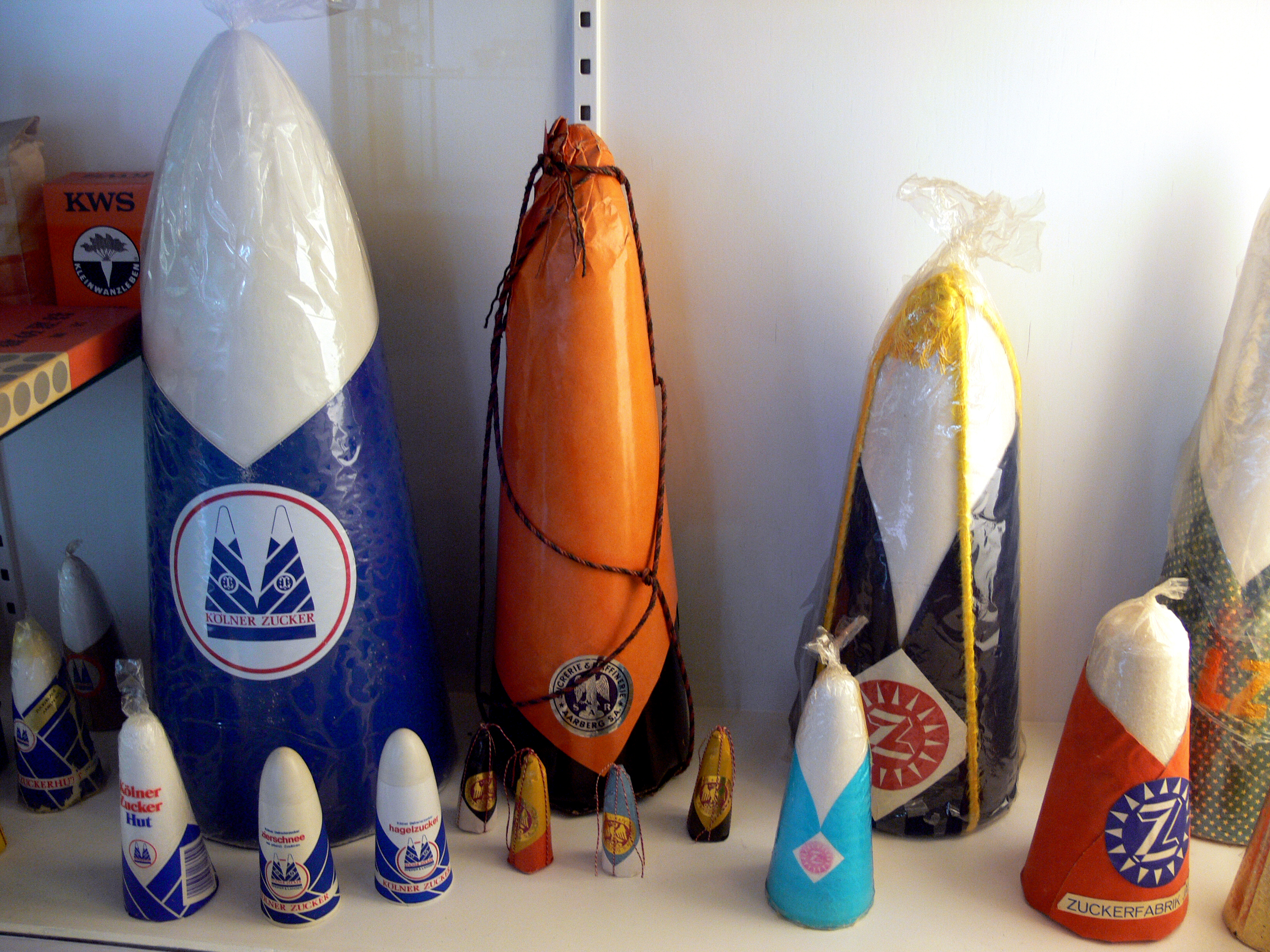
Panes de azúcar en el "Zucker-Museum".

## Montaña del pan de azúcar en Río de Janeiro

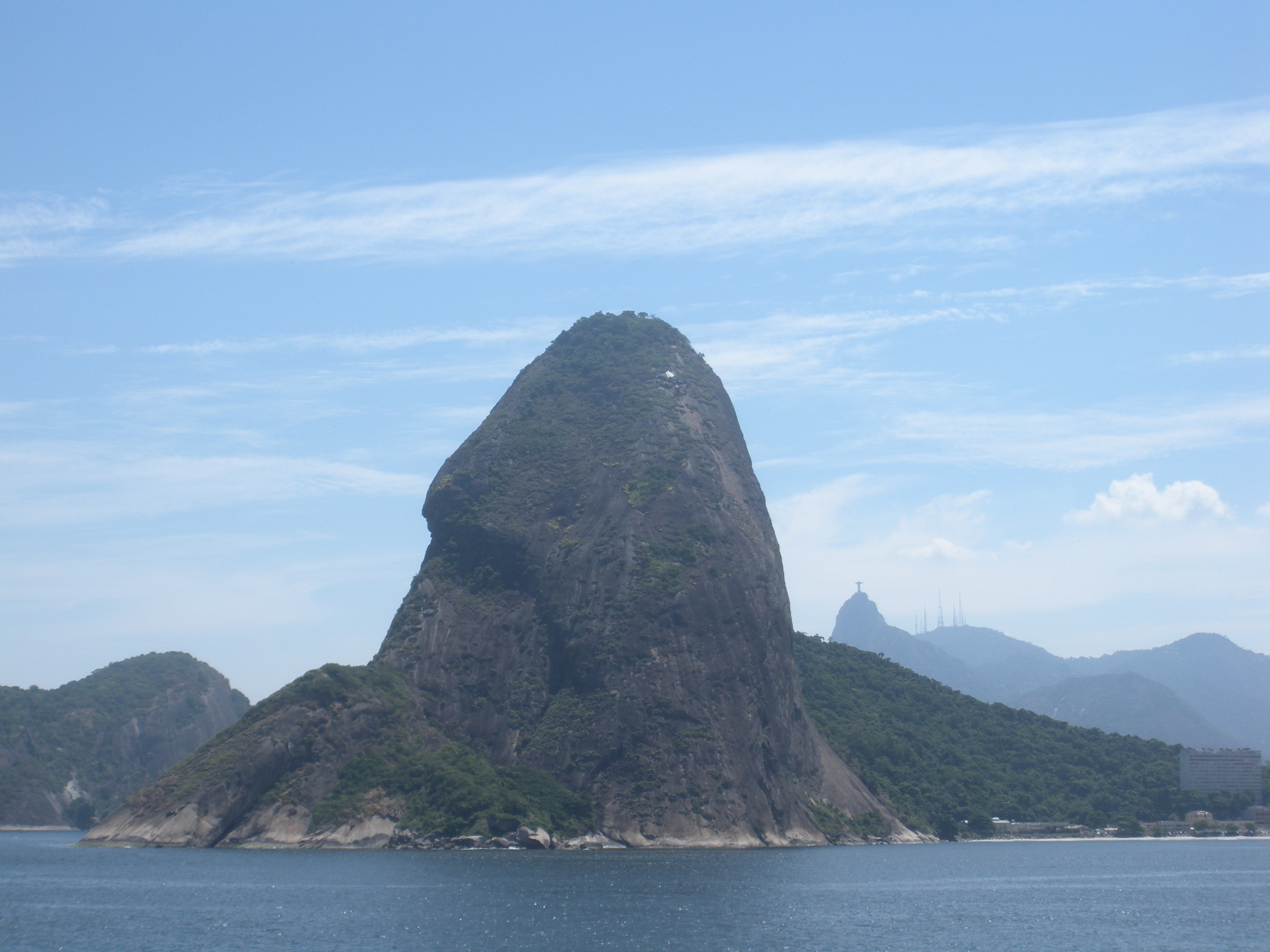
Montaña del pan de azúcar en Río de Janeiro, Brasil

Debido a su parecido con un cono de pan de azúcar, los primeros exploradores portugueses que descubrieron Río de Janeiro en 1502 llamaron Pan de Azúcar, hoy en día una de las principales atracciones turísticas de la ciudad.